# Afkastning
Afkastning betegner i biologien, at en plante taber blade, frugter eller blomster. Afkastning er ikke noget usædvanligt eller faretruende for planten. Tvært imod er det en velordnet proces, som er et indarbejdet led i plantens forsvar mod livstruende tab af stof og energi.
Afkastningen indledes, når det ikke længere giver noget fordel for planten, at det senere afkastede organ bliver siddende. Først dannes der et lag af delingsdygtige celler mellem planten og det truede organ. Disse celler skaber efterhånden en barrière af suberin (korkstof) mellem planten og organet, og når det er sket, ophører al udveksling mellem planten og organet. I sidste fase vil en ydre påvirkning (vind, regn, frost osv.) belaste korklaget så meget, at det brister, og organet afkastes.

## Eksempler på afkastning
- De løvfældende planter afkaster deres blade, når bladene ikker længere producerer et nettooverskud til planten. Derfor findes afkastning af blade både i egne, hvor tørke er den begrænsende faktor, og i egne, hvor det er lysmængden, der svinder ind.

- Blomstrende planter afkaster blomsterne, kort efter at bestøvningen er lykkedes, eller når mulighederne for bestøvning er forpassede. Det er ligefrem et sygdomstegn, hvis blomsterne visner, men ikke falder af (jf. Ildsot og Grå Monilia).

- Frugterne afkastes, når kimen er moden og ophobningen af oplagsnæring i frøet er afsluttet. Hos nåletræerne kan det enten ske ved, at hele koglen afkastes, eller ved at koglen smuldrer og slipper frøene løs (se Ædelgran).

- Grene kan afkastes kontrolleret, når de er uproduktive. Det ses f.eks. ofte hos Eg, hvor de afkastede grene let kan kendes på, at brudfladen har et stjerneformet mønster.

- Alle træer og sandsynligvis også buske og stauder afkaster rodspidser på ca. 20 cm længde flere gange årligt. Derefter går rodvæksten i dvale i nogle uger, men senere indledes en fornyet og kraftig vækst af nye rødder. Man kander ikke årsagen til, at det sker, men det formodes, at afkastningen har noget at gøre med afværgelse af svampeangreb.